# Carlo Raffo
Carlo Raffo (1905 – 1983) è stato un rugbista a 15 italiano, seconda e terza linea adattabile nel ruolo di pilone di S.S. Lazio, A.S. Roma e Rugby Roma ed Azzurro nº 12 internazionale per l'Italia.

## Biografia
Figlio di Omero Raffo e di Corinna Bontemps de Montreuil. 
Carlo gioca a livello di club con S.S. Lazio, Rugby Roma e A.S. Roma, della quale è stato anche capitano, cedendo nelle finali scudetto 1928-29 e 1930-31 rispettivamente contro Ambrosiana e Amatori Milano; conquista, invece, il titolo di Campione d'Italia al termine delle stagioni 1934-35 e 1936-37 con la Rugby Roma, vincendo i primi due titoli della storia del club romano.
Il 20 maggio 1929, allo Stadio dell’Esposizione del Montjuïc di Barcellona, l'Italia fece il suo esordio internazionale nel primo test match ufficiale della sua storia contro la Spagna, davanti ai Reali di Spagna e circa 100 000 spettatori, accorsi per assistere alla prima partita della storia delle due nazionali; la partita terminò 9-0 in favore degli spagnoli.
Successivamente disputa altri 6 incontri in Nazionale, tra i quali una partita del Torneo FIRA 1937, a Parigi, contro il Belgio.
Ricordato come giocatore di grande potenza, fu peraltro ottimo pugile.

## Palmarès
- Campionati italiani: 4
Rugby Roma: 1934-35, 1936-37, 1947-48, 1948-49